# Spielzeugmuseum (Wendorf)
Das Spielzeugmuseum „Die Dachbodenbande“ befand sich zunächst in der historischen Speicherstadt in Hamburg, bevor es im März 2011 nach Kuhlen-Wendorf in Mecklenburg-Vorpommern umgezogen ist.

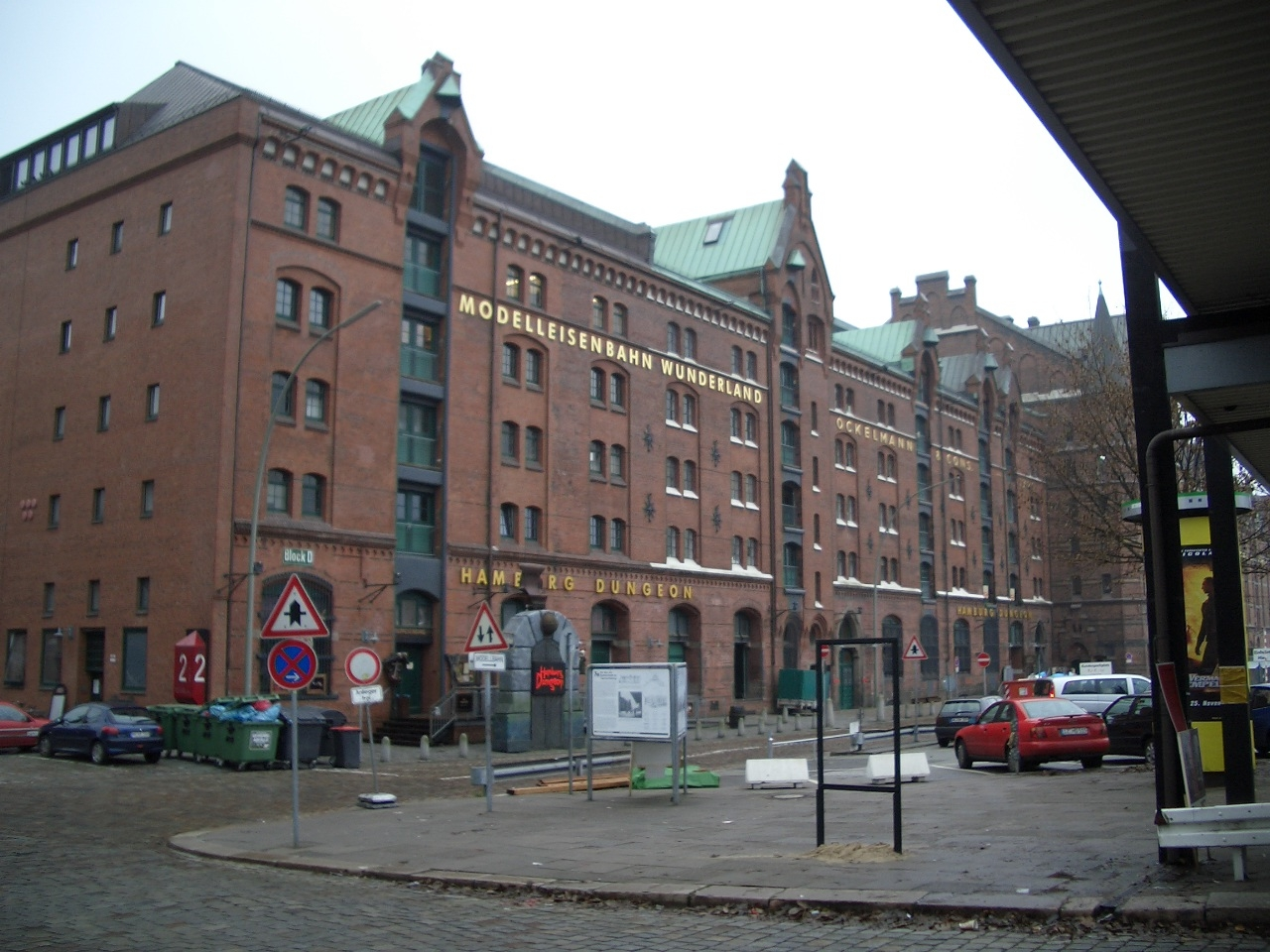
Speicher D in Hamburg, ehemaliger Sitz der Dachbodenbande

Auf einem alten Lagerboden wurde mit einer Ausstellungsfläche von 450 m² ein Museum der besonderen Art erschaffen. Das Museum zeigt Spielzeug aus vergangenen Zeiten im Ambiente eines alten Dachbodens. Das Spielzeug steht oder liegt nicht nur herum; auch in Truhen, Schubladen und Dosen wird der Besucher fündig. Nach Anmeldung sind in den Abendstunden Taschenlampen-Führungen möglich.
Der Name "Die Dachbodenbande" spielt auf sieben Plüschtiere an, die symbolisch als Bewacher der Ausstellung fungieren und in einem versteckten Zimmer wohnen.
Koordinaten: 53° 40′ 59″ N, 11° 37′ 28,5″ O